# Linux Mint
Linux Mint (neplést s Peppermint OS) je linuxová distribuce, operační systém pro osobní počítače, vhodná i pro začátečníky. Její verze jsou založeny na distribuci Ubuntu (se kterou jsou zpětně kompatibilní a využívají aplikace od Canonical Ltd.), případně na Debianu. Zatímco jádro Linux Mint je založeno z větší části na Ubuntu, grafické uspořádání plochy a uživatelské rozhraní je naprosto odlišné. Tyto odlišnosti zahrnují například zcela jiné zobrazení plochy, možnost uživatelsky nastavitelných menu a MintSoftware, kolekci systémových nástrojů vyvinutou pro snadnější správu systému a uživatelských práv. 
Minimální konfigurace:
- Min. 1 GB operační paměti (optimálně 2 GB)
- 15 GB volného místa na pevném disku (optimálně 20 GB)
- Grafická karta nabízející min. rozlišení 1 024 x 768 px

## MintSoftware

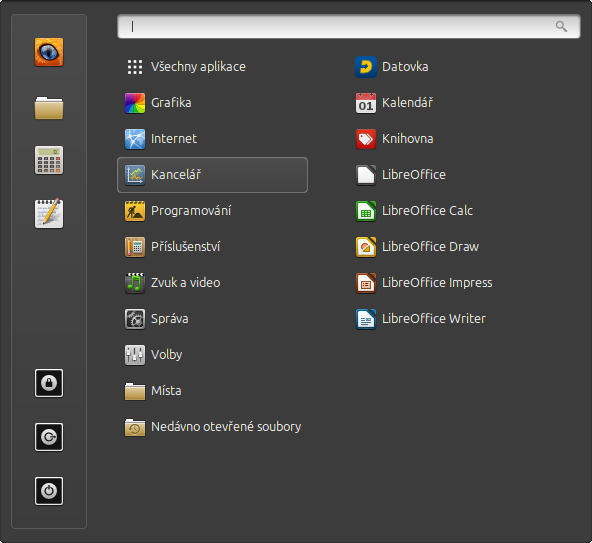
MintMenu – hlavní nabídka Linux Mint

Balíček Linux Mint obsahuje vlastní sadu MintSoftware, která je zaměřena na usnadnění ovládání systému pro koncového uživatele. Jednotlivé nástroje jsou:
- MintUpdate: Aplikace pro aktualizaci, speciálně navržená pro OS Mint, obsahuje určení stability aktualizace (od 1 do 5), která vychází ze stability a míry nutnosti dané aktualizace. Tato aplikace je v současnosti ve verzi beta 1.5.

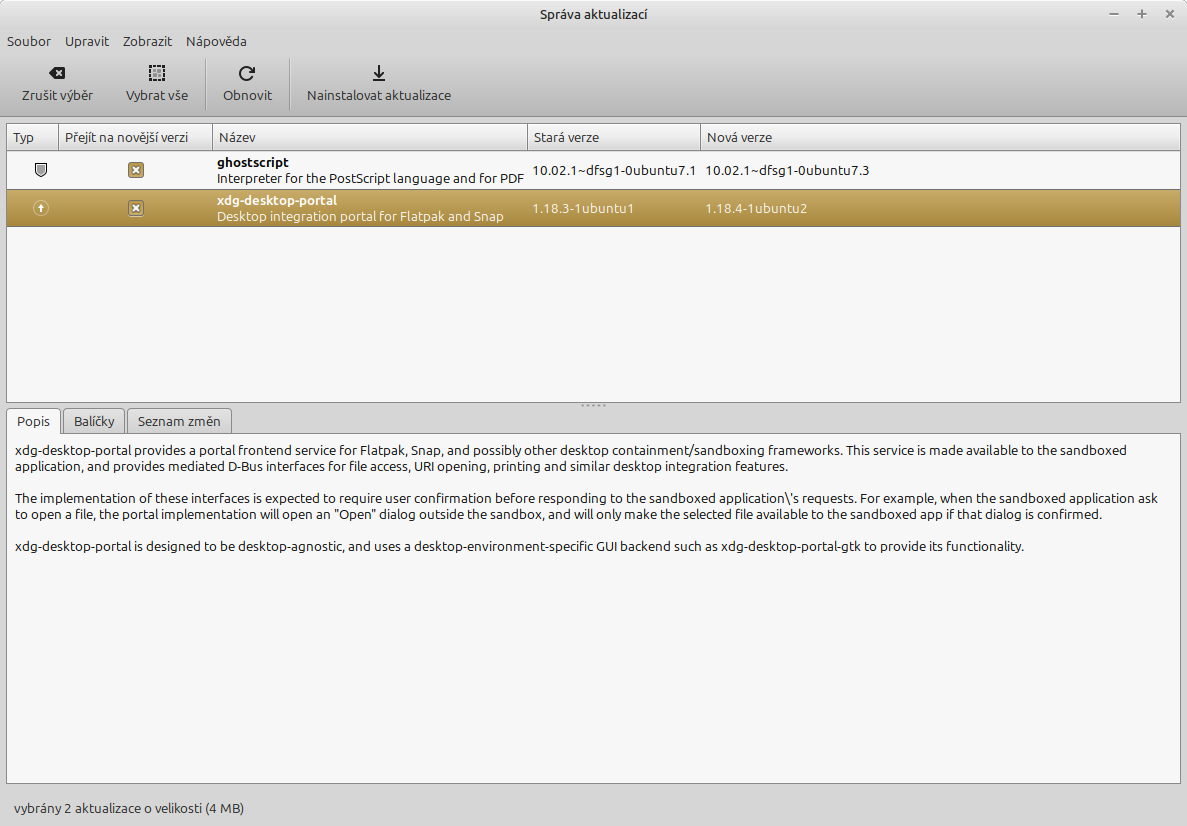
MintUpdate – správce aktualizací

- MintInstall: Program pro stažení softwaru z internetového katalogu pro danou distribuci OS Mint. Katalog neobsahuje přímo aplikace, ale obsahuje všechny informace týkající se daného programu a jeho umístění.

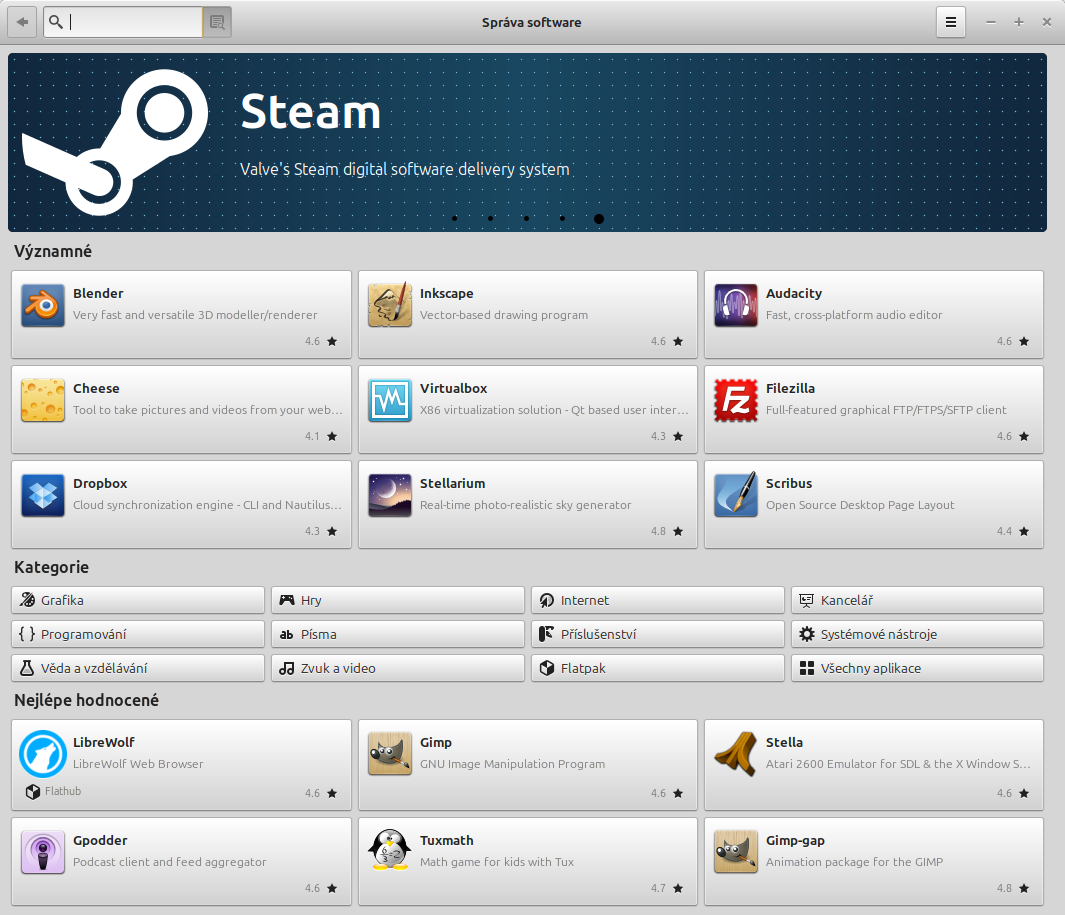
MintInstall – instalace programů

- MintDesktop: Nástroj pro snadné nastavení plochy.
- MintConfig: Nástroj pro přizpůsobení ovládacího centra.
- MintAssistant: Průvodce, který se objeví po prvním přihlášení uživatele, ptá se na jednotlivá nastavení, na míru uživatelových znalostí, co se tohoto systému týče. Také se ptá, zda chce uživatel povolit či zakázat fortune-cookies v terminálu, jestli má být aktivován účet uživatele root a zda má používat k připojování NTFS oddílů MintDisk nebo fstab.

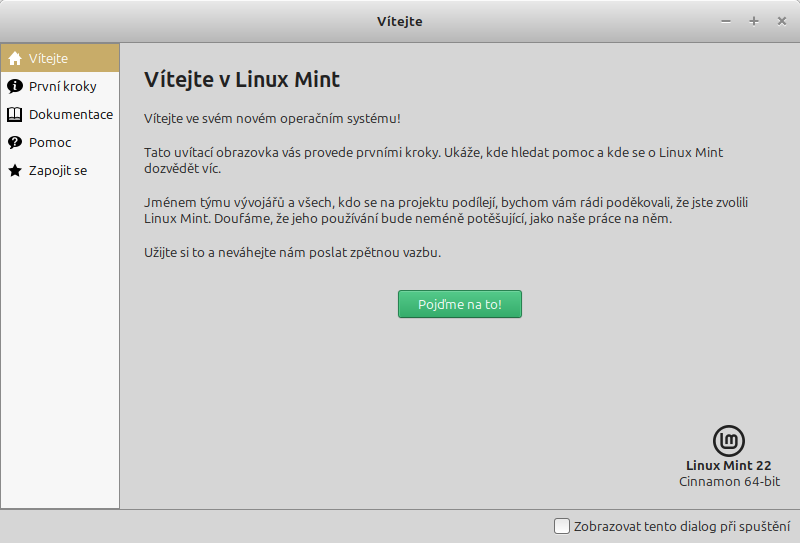
MintAssistant – centrum nastavení

- MintUpload: FTP klient, který slouží k nahrávání souborů na server, k nahrání stačí pravý klik na ikonu serveru a vybrání dat, která chceme nahrát. Po nahrání obdržíme adresu, kterou můžeme využít jako odkaz pro snadné sdílení souborů s dalšími lidmi.

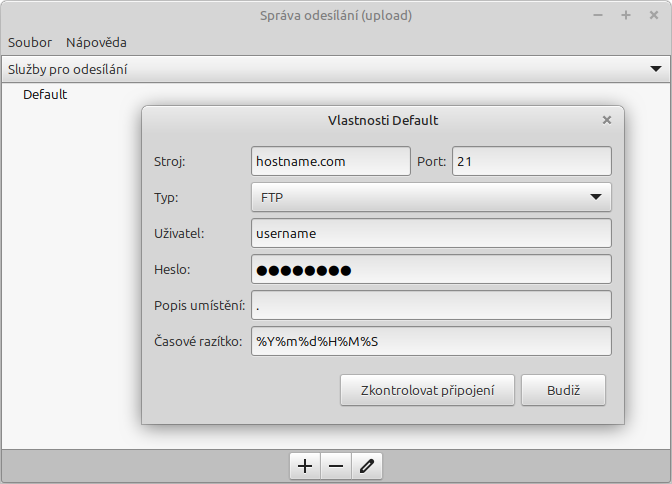
MintUpload – klient na nahrávání souborů na server

- MintMenu: Menu napsané v programovacím jazyce Python, je možné u něj zcela přizpůsobit text, ikony i barvy.

### Grafické uživatelské rozhraní
Linux Mint je konzervativní distribuce, která spoléhá na tradiční rozvržení desktopu. Základní prostředí proto tvoří Cinnamon, MATE, a Xfce. Uživatelské prostředí KDE již není od verze 19 "Tara" podporované.

## Verze

### Verze založené na Ubuntu
Verze Linux Mint nevycházejí podle předem daného cyklu. Některé verze jsou předem plánované a jiné vycházejí dle potřeby. Většinou se nejprve vydá verze beta a poté se oznámí přibližný termín vydání stabilní verze.
| Verze | Kódové jméno    | Edice      | GUI                         | Základ kódu        | APT      | Datum vydání       |
| ----- | --------------- | ---------- | --------------------------- | ------------------ | -------- | ------------------ |
| 1.0   | Ada             | Main       | KDE                         | Kubuntu Dapper     | Dapper   | 27. srpna 2006     |
| 2.0   | Barbara         | Main       | GNOME                       | Ubuntu Edgy        | Edgy     | 13. listopadu 2006 |
| 2.1   | Bea             | Main       | GNOME                       | Ubuntu Edgy        | Edgy     | 20. prosince 2006  |
| 2.2   | Bianca          | Main       | GNOME                       | Ubuntu Edgy        | Edgy     | 20. února 2007     |
| 2.2   | Bianca          | Light      | GNOME                       | Ubuntu Edgy        | Edgy     | 29. března 2007    |
| 2.2   | Bianca          | KDE CE     | KDE                         | Kubuntu Edgy       | Edgy     | 20. dubna 2007     |
| 3.0   | Cassandra       | Main       | GNOME                       | Bianca 2.2         | Feisty   | 30. května 2007    |
| 3.0   | Cassandra       | Light      | GNOME                       | Bianca 2.2         | Feisty   | 15. června 2007    |
| 3.0   | Cassandra       | KDE CE     | KDE                         | Bianca 2.2         | Feisty   | 14. srpna 2007     |
| 3.0   | Cassandra       | MiniKDE CE | KDE                         | Bianca 2.2         | Feisty   | 14. srpna 2007     |
| 3.0   | Cassandra       | Xfce CE    | Xfce                        | Cassandra 3.0      | Feisty   | 7. srpna 2007      |
| 3.1   | Celena          | Main       | GNOME                       | Bianca 2.2         | Feisty   | 24. září 2007      |
| 3.1   | Celena          | Light      | GNOME                       | Bianca 2.2         | Feisty   | 1. října 2007      |
| 4.0   | Daryna          | Main       | GNOME                       | Celena 3.1         | Gutsy    | 15. října 2007     |
| 4.0   | Daryna          | Light      | GNOME                       | Celena 3.1         | Gutsy    | 15. října 2007     |
| 4.0   | Daryna BETA 008 | Xfce CE    | Xfce                        | Daryna 4.0         | Gutsy    | 2. listopadu 2007  |
| 4.0   | Daryna BETA 021 | Fluxbox CE | Fluxbox                     | Daryna 4.0         | Gutsy    | 3. ledna 2008      |
| 4.0   | Daryna BETA 044 | KDE CE     | KDE                         | Daryna 4.0         | Gutsy    | 22. ledna 2008     |
| 4.0   | Daryna BETA 021 | E17 CE     | Enlightenment               | Daryna 4.0         | Gutsy    | ledna 2008         |
| 5     | Elyssa          | Main       | GNOME                       | Ubuntu 8.04 LTS    | Hardy    | 30. dubna 2008     |
| 5     | Elyssa          | KDE CE     | KDE                         | Kubuntu 8.04       | Hardy    | 30. dubna 2008     |
| 5     | Elyssa          | XFCE CE    | Xfce                        | Xubuntu 8.04 LTS   | Hardy    | 30. dubna 2008     |
| 6     | Felicia         | Main       | GNOME/KDE/Xfce/Fluxbox      | Ubuntu 8.10        | Intrepid | 15. prosince 2008  |
| 7     | Gloria          | Main       | GNOME/KDE/Xfce              | Ubuntu 9.04        | Jaunty   | 26. května 2009    |
| 8     | Helena          | Main       | GNOME/KDE/Xfce/LXDE/Fluxbox | Ubuntu 9.10        | Karmic   | 28. listopadu 2009 |
| 9     | Isadora         | Main       | GNOME/KDE/LXDE/Fluxbox      | Ubuntu 10.04 LTS   | Lucid    | 18. května 2010    |
| 10    | Julia           | Main       | GNOME/KDE/LXDE              | Ubuntu 10.10       | Maverick | 12. listopadu 2010 |
| 11    | Katya           | Main       | GNOME/LXDE                  | Ubuntu 11.04       | Natty    | 26. května 2011    |
| 12    | Lisa            | Main       | GNOME/KDE/LXDE              | Ubuntu 11.10       | Oneiric  | 26. listopadu 2011 |
| 13    | Maya            | Main       | Cinnamon/MATE/Xfce/KDE      | Ubuntu 12.04 LTS   | Precise  | 23. května 2012    |
| 14    | Nadia           | Main       | Cinnamon/MATE/Xfce/KDE      | Ubuntu 12.10       | Quantal  | 20. listopadu 2012 |
| 15    | Olivia          | Main       | Cinnamon/MATE/Xfce/KDE      | Ubuntu 13.04       | Raring   | 29. května 2013    |
| 16    | Petra           | Main       | Cinnamon/MATE/Xfce/KDE      | Ubuntu 13.10       | Saucy    | 30. listopadu 2013 |
| 17    | Qiana           | Main       | Cinnamon/MATE/Xfce/KDE      | Ubuntu 14.04 LTS   | Trusty   | 31. května 2014    |
| 17.1  | Rebecca         | Main       | Cinnamon/MATE/Xfce/KDE      | Ubuntu 14.04 LTS   | Trusty   | 29. listopadu 2014 |
| 17.2  | Rafaela         | Main       | Cinnamon/MATE/Xfce/KDE      | Ubuntu 14.04 LTS   | Trusty   | 30. června 2015    |
| 17.3  | Rosa            | Main       | Cinnamon/MATE/Xfce/KDE      | Ubuntu 14.04 LTS   | Trusty   | 4. prosince 2015   |
| 18    | Sarah           | Main       | Cinnamon/MATE/Xfce/KDE      | Ubuntu 16.04 LTS   | Xenial   | 30. července 2016  |
| 18.1  | Serena          | Main       | Cinnamon/MATE/Xfce/KDE      | Ubuntu 16.04 LTS   | Xenial   | 16. prosince 2016  |
| 18.2  | Sonya           | Main       | Cinnamon/MATE/Xfce/KDE      | Ubuntu 16.04 LTS   | Xenial   | 2. července 2017   |
| 18.3  | Sylvia          | Main       | Cinnamon/MATE/Xfce/KDE      | Ubuntu 16.04 LTS   | Xenial   | 27. listopadu 2017 |
| 19    | Tara            | Main       | Cinnamon/MATE/Xfce          | Ubuntu 18.04 LTS   | Bionic   | 29. června 2018    |
| 19.1  | Tessa           | Main       | Cinnamon/MATE/Xfce          | Ubuntu 18.04 LTS   | Bionic   | 19. prosince 2018  |
| 19.2  | Tina            | Main       | Cinnamon/MATE/Xfce          | Ubuntu 18.04 LTS   | Bionic   | 2. srpna 2019      |
| 19.3  | Tricia          | Main       | Cinnamon/MATE/Xfce          | Ubuntu 18.04 LTS   | Bionic   | 18. prosince 2019  |
| 20    | Ulyana          | Main       | Cinnamon/MATE/Xfce          | Ubuntu 20.04 LTS   | Focal    | 27. června 2020    |
| 20.1  | Ulyssa          | Main       | Cinnamon/MATE/Xfce          | Ubuntu 20.04 LTS   | Focal    | 8. ledna 2021      |
| 20.2  | Uma             | Main       | Cinnamon/MATE/Xfce          | Ubuntu 20.04 LTS   | Focal    | 8. července 2021   |
| 20.3  | Una             | Main       | Cinnamon/MATE/Xfce          | Ubuntu 20.04 LTS   | Focal    | 7. ledna 2022      |
| 21    | Vanessa         | Main       | Cinnamon/MATE/Xfce          | Ubuntu 22.04 LTS   | Jammy    | 31. července 2022  |
| 21.1  | Vera            | Main       | Cinnamon/MATE/Xfce          | Ubuntu 22.04 LTS   | Jammy    | 20. prosince 2022  |
| 21.2  | Victoria        | Main       | Cinnamon/MATE/Xfce          | Ubuntu 22.04 LTS   | Jammy    | 16. července 2023  |
| 21.3  | Virginia        | Main       | Cinnamon/MATE/Xfce          | Ubuntu 22.04 LTS   | Jammy    | 12. ledna 2024     |
| 22    | Wilma           | Main       | Cinnamon/MATE/Xfce          | Ubuntu 24.04 LTS   | Numbat   | 25. červenec 2024  |
| 22.1  | Xia             | Main       | Cinnamon/MATE/Xfce          | Ubuntu 24.04.2 LTS | Numbat   | 16. ledna 2025     |

### Verze založené na Debianu

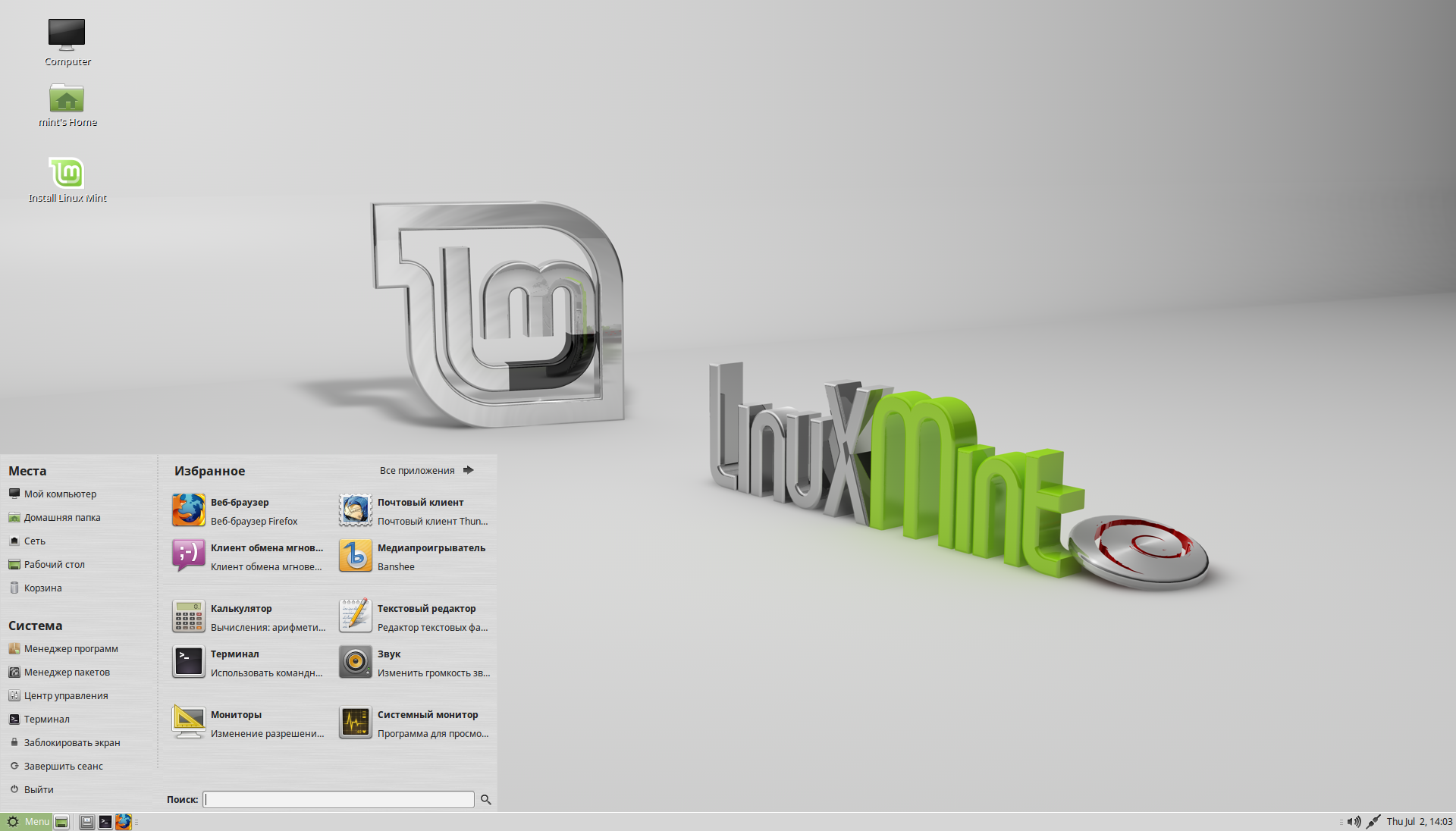
LMDE 2 „Betsy“ s prostředím MATE

V září 2010 byla vydána verze Linux Mint Debian Edition (LMDE) s GNOME, která je založená na Debianu testing, a je tedy průběžně aktualizovaná (rolling release).
V dubnu 2011 vyšla verze Linux Mint Xfce s prostředím Xfce jako alternativa k původnímu LMDE s GNOME.
V dubnu 2015 byla vydána verze LMDE 2 s označením Betsy. Místo Debianu testing je ale postavená na větvi stable, a podpora rolling release aktualizací byla ukončena. V této verzi Mintu je na výběr mezi prostředími Cinnamon a MATE.
V srpnu 2018 byla vydána verze LMDE 3 „Cindy“, podporováno je pouze prostředí Cinnamon.
V březnu 2020 byla vydána verze LMDE 4 „Debbie".
V březnu 2022 byla vydána verze LMDE 5 „Elsie".
V září 2023 byla vydána verze LMDE 6 „Faye".
LMDE je vhodný až pro pokročilejší uživatele Linuxu, zato je ale rychlejší než verze založené na Ubuntu.